# Mohos-tebri-barlang
A Mohos-tebri-barlang az Aggteleki-karszt területén található, a fokozottan védett Haragistya-Nagyoldali területen, mely a világörökség része. Az üreget az Erózió-Team barlangkutatói találták meg 2023. őszén. A barlang a környék egyik legmagasabban nyíló ürege, melyből annak feltárása esetén jó eséllyel a máig keresett Lófej-forrás-Kis-Tohonya-forrás (Vass-Imre-barlang)rendszerébe lehet bejutni. A barlangból neolit korra datálható leletek kerültek elő, illetve méretéhez képest számos szép cseppkőképződmény található. A bejáráshoz megfelelő mászótudás szükséges, mivel -bár nem zsomboly- egy 6 méter mély aknával kezdődik.

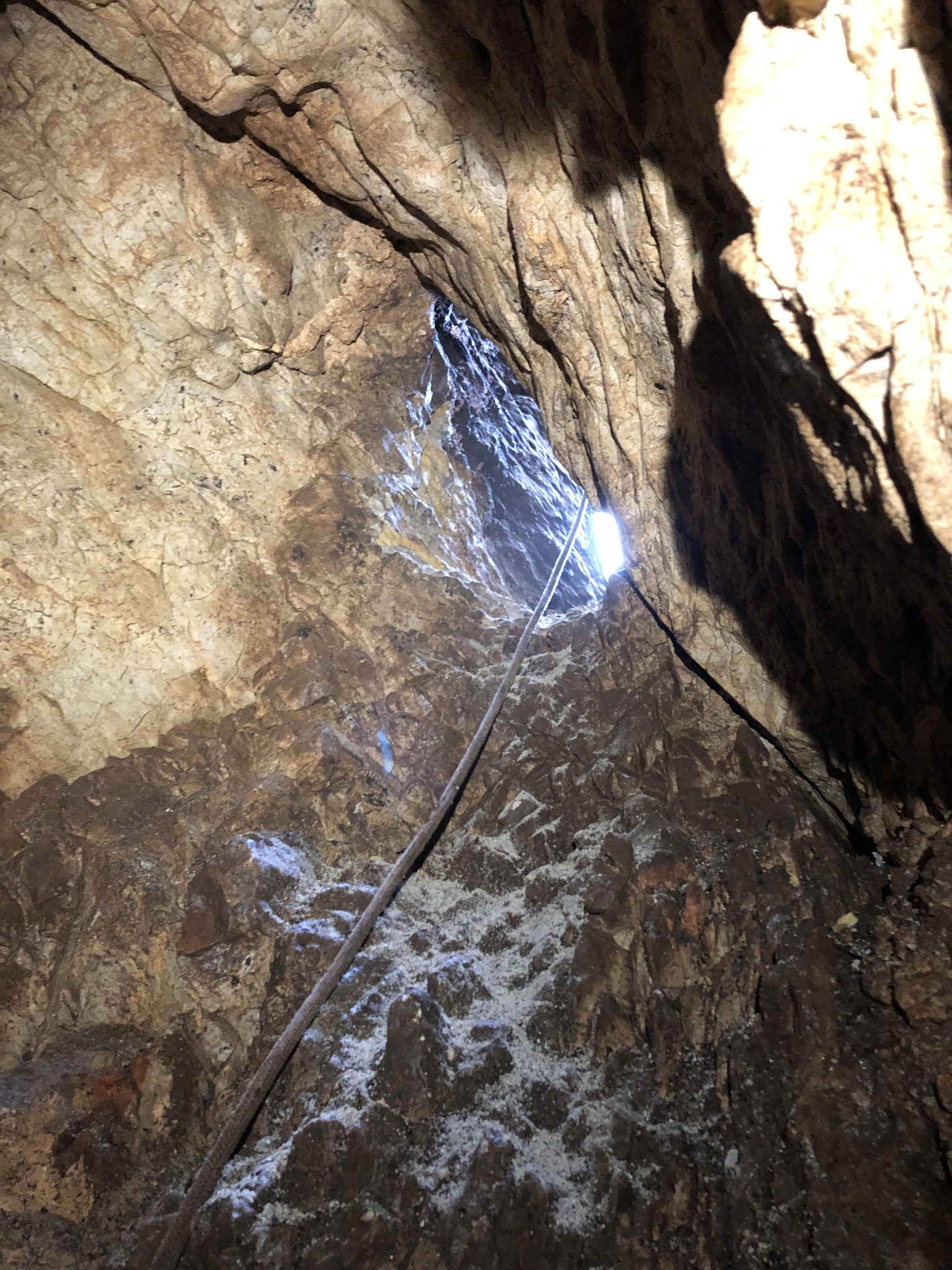
A bejárati akna
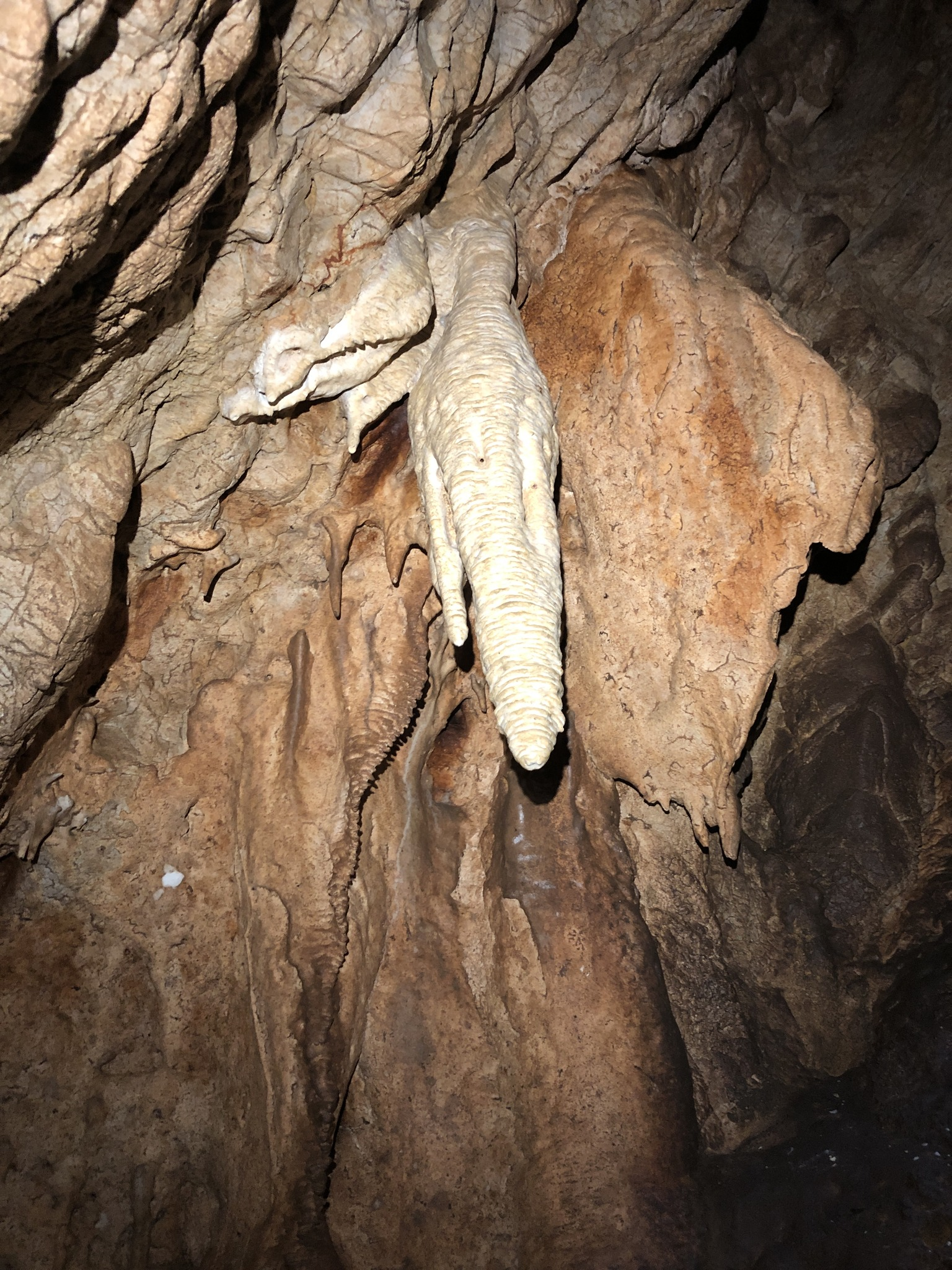
Cseppkő a bejárati aknában